# Jakov Boriszovics Zeldovics
Jakov Boriszovics Zeldovics (oroszul: Яков Борисович Зельдович; Minszk, ma Fehéroroszország, 1914. március 8. – Moszkva 1987. december 2.) szovjet fizikus és csillagász. Nevét az angol nyelvű szakirodalomban többféleképpen is írják, így „Zeldovich, Yakov Borisovich” és „Yakov B. Zel'dovich” változatban is. Fizikusként fontos szerepet játszott a szovjet atomfegyverek kifejlesztésében, és kiemelkedőt alkotott több tudományágban:
- adszorpció-elmélet,
- katalízis-elmélet,
- lökéshullámok elmélete,
- magfizika,
- részecskefizika,
- asztrofizika,
- fizikai kozmológia,
- általános relativitáselmélet.

## Élete
Minszki zsidó családban született; négyhónapos korában Szentpétervárra költöztek. Ott tanult, majd dolgozott 1941 augusztusáig, amikor intézetét evakuálták Kazanyba. Ott 1943-ig munkálkodott, majd Moszkvába költözött, és ott is élt haláláig.

## Munkássága
17 éves korában kezdett fizikai kémiával foglalkozni: ekkor a robbanásokra és égéshullámokra dolgozott ki matematikai modelleket. Később (a háború alatt is) a lökéshullámok terjedését modellezve ért el alapvető eredményeket.
Több éven át dolgozott a magfizikában. Ő mutatott rá először az ultrahideg szabad neutronok tárolásának lehetőségére. A részecskefizika kibontakozásának idején a gyenge kölcsönhatás elmélete felé fordult. Az elsők egyikeként ismerte fel a leptontöltés megmaradását, rámutatott a semleges gyenge áramok lehetőségeire. A gyenge kölcsönhatás paritássértésének felfedezése után a szimmetrikus kémiai felépítésű anyagok gyenge optikai forgatóképességével foglalkozott.
Kozmológiai kutatásai rendkívüli módon járultak hozzá ahhoz, hogy az romantikus spekulációból kemény természettudománnyá érjen. Rámutatott a modern részecskefizika alapvető szerepére a korai Univerzum fejlődésének megértésében. A sűrűségingadozások Zeldovics-Harrison-spektruma az 1980-as években, az Univerzum inflációjának felismerésével vált különösen fontossá. Ugyancsak az elsők között vizsgálta a kozmikus fonal-szingularitások szerepét.
Rasid Sunyajevvel közösen kimutatta, hogy a kozmikus plazmafelhőkben a Compton-ütközések befolyásolhatják a mikrohullámú háttérsugárzás spektrumát. Rádiócsillagászok nemzedékei indultak el ezen az úton, hogy megmérjék a távoli galaxishalmazok távolodásának sebességét.
Az 1970-es évek elején jött rá arra, hogy a gravitáció rendkívül érdekes alakzatokat hoz létre. Nagy vitákat kiváltó értekezéseiben az univerzum szerkezetét egy fürdőkád felszínén véletlenszerűen képződő habhoz hasonlított. Ahogy a fürdővíz tetején a kis és nagy buborékok összeállnak, úgy állnak össze a galaxisok is, amelyek között az óriási üres térségekben gyakorlatilag nincs semmi.
Az Univerzum nagyszerkezetének megértéséhez termékenyítően járult hozzá az az elméleti jóslata, hogy a nyomásmentes anyagnak palacsintaszerű felhőkké kell sűrűsödnie, és ennek szabályszerűségeit a nemlineáris fizika írja le.

## Jellemzése
Sokoldalúságát és kiemelkedő egyéniségét jellemzi, amit egyszer Stephen W. Hawking mondott neki: „mielőtt találkoztam itt Önnel, azt hittem, hogy ön is olyan »kollektív szerző«, mint a Bourbaki-csoport” tagjai. Nem lehetett csoportba sorolni, hiszen olyan sokrétű tudás volt a birtokában, amely méltán emelte a fizika halhatatlanjai közé.
Érdeklődése átfogta az egész fizikát. Minden, általa kipróbált területen maradandót alkotott. Csodálatos tanár volt, csillogó ötletei felgyújtották a képzeletet. Számos tanítványa került a kozmológia élvonalába.
Gyakran látogatott Magyarországra; tanítványának vallotta magát egyebek közt Szalay Sándor akadémikus is.

## Kitüntetései
Számos díj és kitüntetés birtokosa:
- Bruce-érem 1983,
- Királyi Csillagászati Társaság Aranyérme 1984,
- Kurcsatov Medál 1977,
- Szocialista Munka Hőse 1949, 1953, 1957,
- SZU állami díj 1943, 1962, 1974,
- Lenin-díj 1957,
- Lenin-rend 1949, 1962, 1974,
- Vörös Zászló érdemrend 1945, 1964,
- Októberi Forradalom érdemrend 1962 stb.

1983-ban választották a Magyar Tudományos Akadémia tiszteleti tagjává.

## Emlékezete
- 2001-ben tiszteletére nevezték el a 11438 számú kisbolygót.